# Hormesis

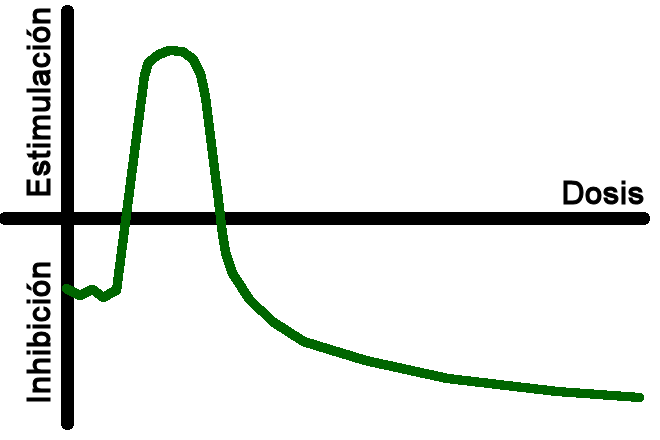
Una dosis muy baja de un agente químico puede provocar en un organismo el efecto contrario a una dosis alta.

En toxicología, la hormesis (del griego ὁρμάω "estimular") es un fenómeno de respuesta a dosis, caracterizado por una estimulación en dosis bajas y una inhibición para dosis altas, que resulta en una curva de respuesta a nuevas dosis en forma de J o de U invertida. Un contaminante o toxina que produzcan el efecto de hormesis tiene, pues, a bajas dosis el efecto contrario al que tiene en dosis más elevadas.
La hormesis es una característica de incontables medicamentos: con las dosis recomendadas por los médicos tienen un efecto curativo, pero en caso de sobredosis se dan efectos dañinos para la salud. También lo contrario puede ser cierto: la mayoría de los opiáceos tienen en grandes dosis un efecto analgésico, pero dosis muy pequeñas presentan efectos negativos.
En el caso de los antibióticos, es ampliamente aceptado que las dosis bajas no son recomendables precisamente porque pueden ser beneficiosas para las bacterias atacadas. Siempre se ha de acabar el tratamiento indicado por el médico, incluso después de haber remitido la infección.
El principio de funcionamiento de la hormesis no siempre está claro. A menudo se consideran dos efectos completamente contrarios que funcionan en paralelo: un efecto positivo que ya se presenta en dosis muy pequeñas, y un efecto negativo que sólo aparece con las dosis más grandes; en el caso de dosis grandes, el efecto positivo es eclipsado por el efecto negativo.

## Hormesis en el caso de radiación ionizante
El principio de hormesis en el caso de radiación ionizante es controvertido. Según este principio, y en contra de las recomendaciones utilizadas en la actualidad —más conservadoras—, las exposiciones a las radiaciones ionizantes en bajas dosis mantenidas en el tiempo estimulan los mecanismos reparativos de manera que dosis superiores de radiación tendrían menos efectos.
Los científicos que defienden esta postura suponen que, al ser la radiactividad natural del fondo (que expone al organismo humano a una media en el mundo de unos 2.4 mSv/año) una tasa que ha afectado a los seres vivos desde su aparición en la Tierra, los propios organismos han desarrollado mecanismos para aprovecharse de tales radiaciones, por ejemplo para deshacerse de bacterias o virus extraños. Uno de los efectos observados y donde se sustenta en parte la teoría es la recuperación que presentan las células vivas ante los daños por radiaciones.
Existen estudios epidemiológicos que han intentado demostrar este efecto, pero sin resultados concluyentes, ya que en ocasiones no se han tenido en cuenta otros factores como el envejecimiento de las poblaciones, etc. Un estudio de Estados Unidos famoso al respecto[¿cuál?]M. Doss.
The conclusion of the BEIR VII Report Endorsing the Linear No-Threshold Model Is No Longer Valid Due to Advancement of Knowledge.
J Nucl Med., 59 (2018), pp. 1777
http://dx.doi.org/10.2967/jnumed.118. 892174

Glait H, Szenkierman R, Echegoyen L. Controversia hormesis o modelo lineal sin umbral: revisión o inacción. Alasbimn Journal. 2018;24:1-16.
S. Tapio, V. Jacob, Radioadaptive response revisited.
Radiat Environ Biophys., 46 (2007), pp. 1-12
http://dx.doi.org/10.1007/s00411-006-0078-8 comparaba el número de cánceres aparecidos en ciudades con altitudes bajas (al nivel del mar) con otras en altitudes más altas. Como las radiaciones cósmicas dependen fuertemente de esa altitud, es cierto que el fondo radiactivo es mayor en altitudes altas debido a la protección que la propia atmósfera ejerce. El estudio arrojó el resultado de que a altitudes bajas la incidencia del cáncer era mayor que a altitudes altas, es decir, a dosis más bajas la incidencia del cáncer era mayor. Por supuesto, el estudio no deja de ser una mera curiosidad, ya que no se contempló por ejemplo las edades medias de las poblaciones estudiadas[cita requerida].
Este tema es de ardiente discusión en los foros dedicados a la protección radiológica.[cita requerida]Are we approaching the end of the linear no-threshold era?.
J Nucl Med., 59 (2018), pp. 1786-1793
http://dx.doi.org/10.2967/jnumed.118.217182 Sin embargo, y por precaución, los organismos internacionales dedicados a la protección radiológica o a la promoción de la energía nuclear (ICRP, OIEA, NEA, UNSCEAR, etc.) utilizan el modelo lineal sin umbral, que asume que la probabilidad de aparición de daños estocásticos (probabilistas como el cáncer) comienza a partir de dosis cero y se comporta de forma lineal hasta alcanzar los datos estudiados (provenientes de estudios epidemiológicos de Hiroshima y Nagasaki entre otros).